# Dasylirion longissimum
Dasylirion longissimum, és una espècie de planta fanerògama inclosa a la família Asparagaceae, anteriorment de les nolinoidees. És nativa del Desert de Chihuahua i altres hàbitats xeròfils al nord-est de Mèxic. Dasylirion longissimum va ser descrita per Charles Lemaire i publicada a L'illustration horticole 3: Misc. 91, l'any 1856. Dasylirion és els nom genèric compost que deriva de la paraula grega dasys per a "rugosa", "descuidada" i leirion de "lliri", que probablement va ser escollit a causa de les fulles llargues i desordenades i longissimum és un epítet llatí que significa "la més llarga".

## Morfologia
És una planta arbustiva de fulla perenne amb un tronc de creixement lent i moderat que pot arribar a mesurar de 3,6 m d'alçada per 2,4 m de diàmetre. Les fulles són llargues de fins a 1,2 m de llarg per 6 mm de diàmetre, essent molt estretes i anguloses, de secció transversal quadrangular, sense les espines marginals que tenen altres espècies del gènere. Les fulles formen una gran corona esfèrica a la part alta del tronc. Produeix una inflorescència de 7 metres d'alçada amb centenars de diminutes flors protegides per una gran beina.

## Usos
Moltes de les espècies del gènere Dasilyrion creixen en terrenys àrids i muntanyosos del sud dels Estats Units i Mèxic, i representen una important font d'aliment al desert pels indígenes. Les fulles de Dasylirion són emprades per a teixir cistells. La planta és tolerant a la sequera i es cultiva en vivers pel seu ús a jardins del sud-oest dels Estats Units i Califòrnia. Dasylirion longissimum és resistent a temperatures de -9,4 °C.